# کارخانه مطلق‌سازی
کارخانهٔ مطلق‌سازی نام رمانی تخیلی اثر کارل چاپک نویسنده و شاعرچک است. کارخانهٔ مطلق‌سازی اگر چه بنیان علمی ندارد، اما امروزه یکی از آثار کلاسیک علمی-تخیلی شمرده می‌شود.
بنیان داستان بر این نظریه استوار است که اگر ماشینی یافت شود که ماده را کاملاً به انرژی تبدیل کند، مطلق موجود در ماده آزاد می‌شود. چاپک از اندیشه فلسفی اسپینوزا دربارهٔ وحدت وجود بهره می‌گیرد. کتاب را می‌توان نقدی بر چگونگی پیدایش مذاهب و دخالت مذهب در زندگی انسان دانست.
این داستان در ایران در سال‌های دههٔ سی توسط حسن قائمیان ترجمه و منتشر شد. این ترجمه با مقدمه‌ای از صادق هدایت توسط انتشارات علمی و فرهنگی چندین بار (از جمله در پاییز ١٣٩٩) منتشر شده است. 